# Pizzo di Meta
Il Pizzo di Mèta (1.576 m.s.l.m.) è una montagna dell'Appennino centrale, situata nella parte più settentrionale della catena dei Monti Sibillini nelle Marche. 
Amministrativamente è compresa nel territorio comunale di Sarnano, in provincia di Macerata.

## Etimologia
Il nome del monte potrebbe far riferimento alla forma piramidale del versante orientale. Il termine mèta, derivante dal latino, è infatti utilizzato come sinonimo di cono o piramide (si vedano le costruzioni romane della Meta Romuli o la Meta Sudans).
In realtà molti toponimi presenti in aree centuriate ai tempi di Augusto, come fu il territorio di Sarnano, presentano questo riferimento alla mèta. Il verbo metàre era utilizzato per indicare la suddivisione dei territori centuriati, operata dai mensor tramite appositi strumenti denominati grome.

## Morfologia
Il Pizzo di Meta è la punta più alta tra le cime costituenti la parte settentrionale della catena dei Sibillini. A sud è delimitato dal Fosso Lardina, a nord si getta nella valle rocciosa del Rio Terro (che prende il nome di Fosso di Mèta, in questo primo tratto). Entrambi i torrenti confluiscono nel Tennacola.

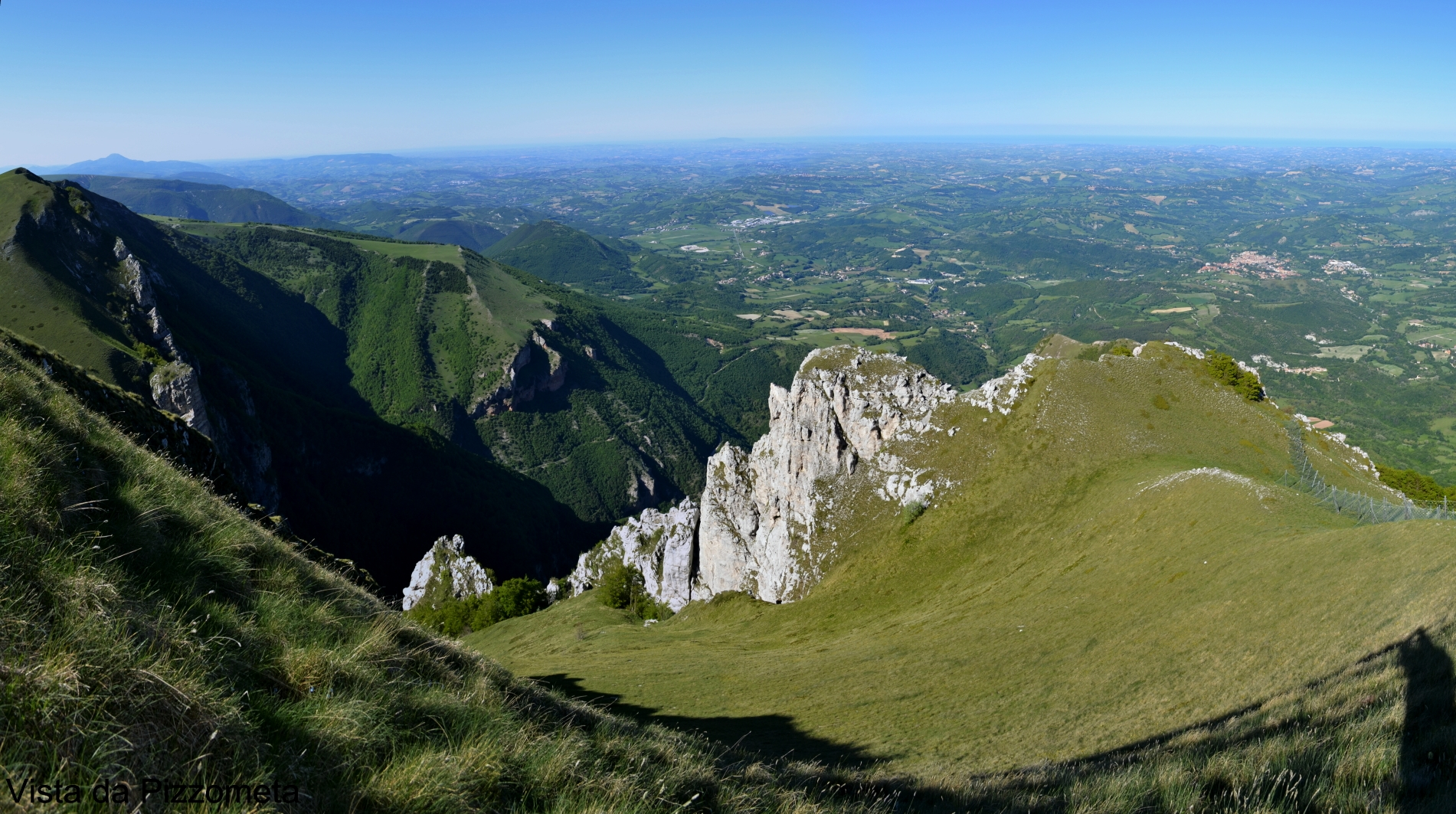
Valle del Terro

Il versante orientale affacciato sulle colline maceratesi si presenta come un aspro susseguirsi di irti scogli rocciosi. Sono distinguibili due altissime pareti verticali: quella posta più in alto è una piramide di calcare bianco, e termina con una punta poco sotto la cima della montagna; mentre la più bassa, di aspetto meno aspro, è denominata Balzo Rosso a causa della sua colorazione. Gli scogli del Pizzo di Mèta proseguono verso nord e formano un tutt'uno con le pareti orientali della Punta del Ragnòlo (1.557 m) e del Pizzo di Chioggia (1.505 m).
Sul lato occidentale la montagna digrada come un lieve colle sui Piani di Ragnòlo.

## Percorsi escursionistici
La vetta è raggiungibile dai Piani di Ragnòlo tramite un breve sentiero che costituisce la via più semplice e immediata.
Tuttavia per apprezzare a pieno le caratteristiche della montagna è consigliabile percorrere l'antico sentiero detto della Fienara, che risale il versante sud orientale tra le creste rocciose e i ripidi prati. Il sentiero era utilizzato anticamente dai pastori per condurre i greggi sui pascoli in quota; l'importanza del sentiero è avallata dalla presenza di numerosi muretti a secco che servono da sostegno al versante.

## Galleria d'immagini

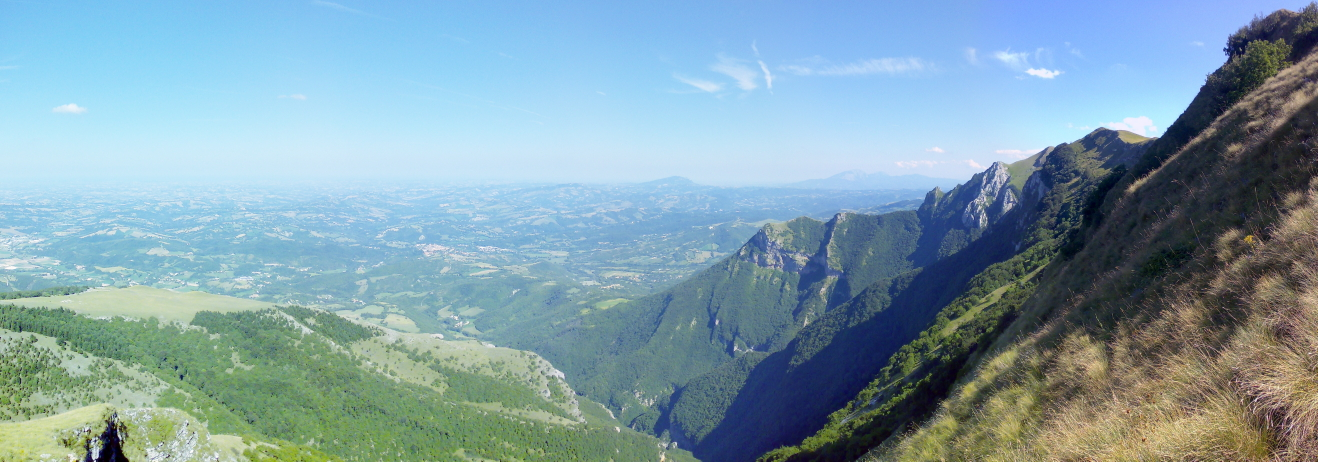
Profilo settentrionale del Pizzo di Meta affacciato sulle colline maceratesi
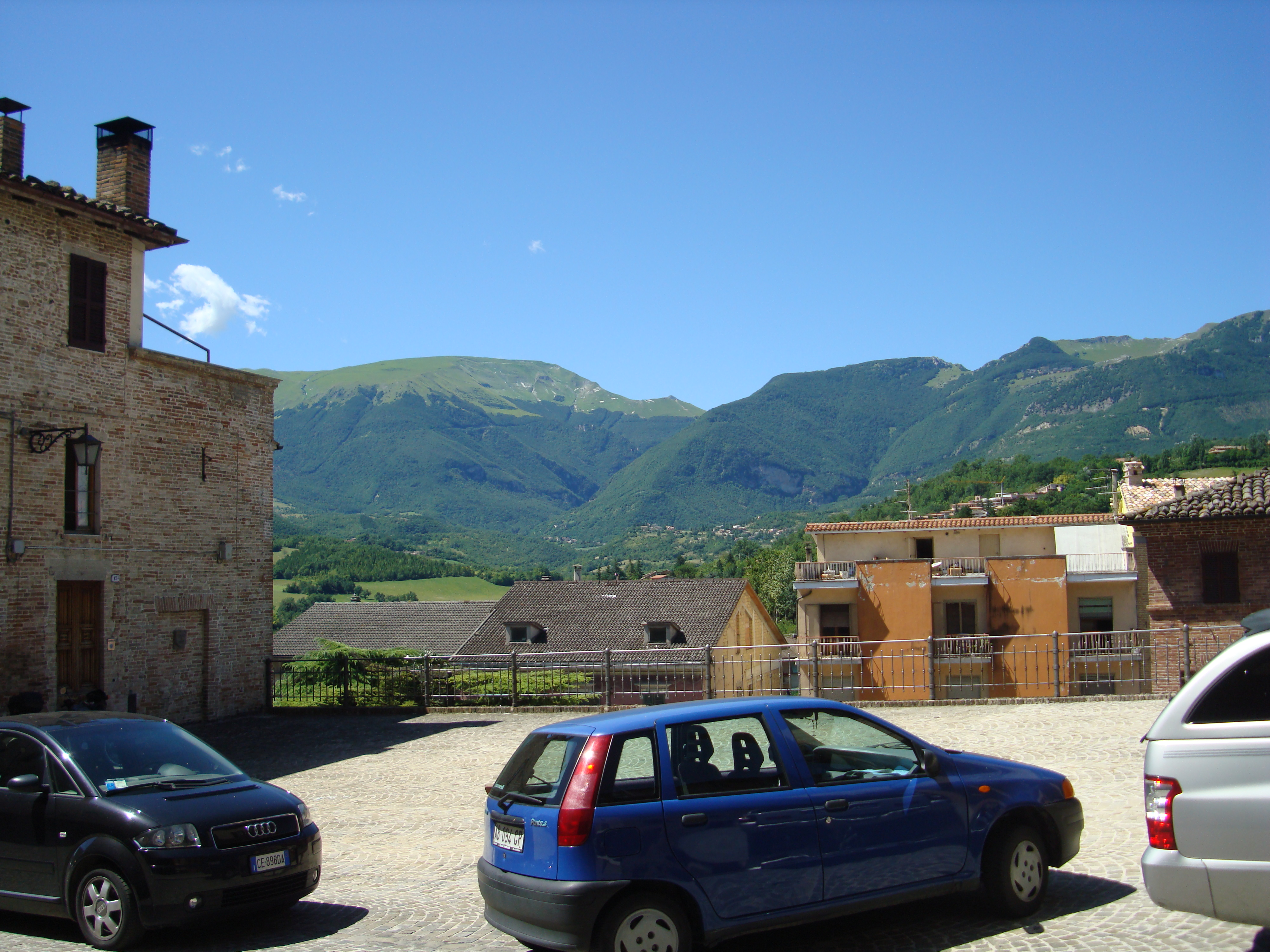
Veduta dei Sibillini da Sarnano: da Castel Manardo a Sinistra fino al Pizzo di Meta più a destra
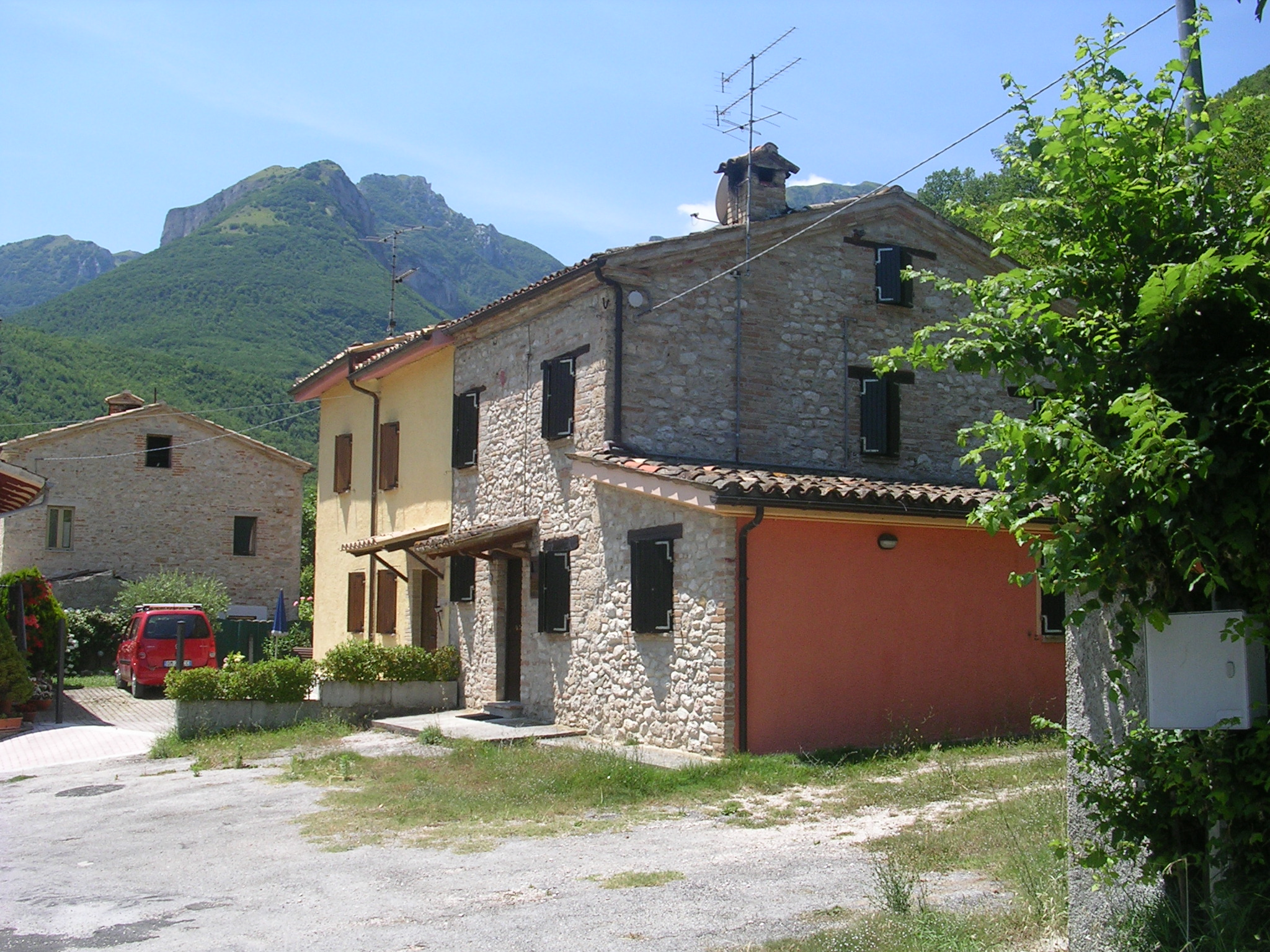
Veduta dal basso degli scogli del Pizzo di Meta da una contrada di campagna di Sarnano
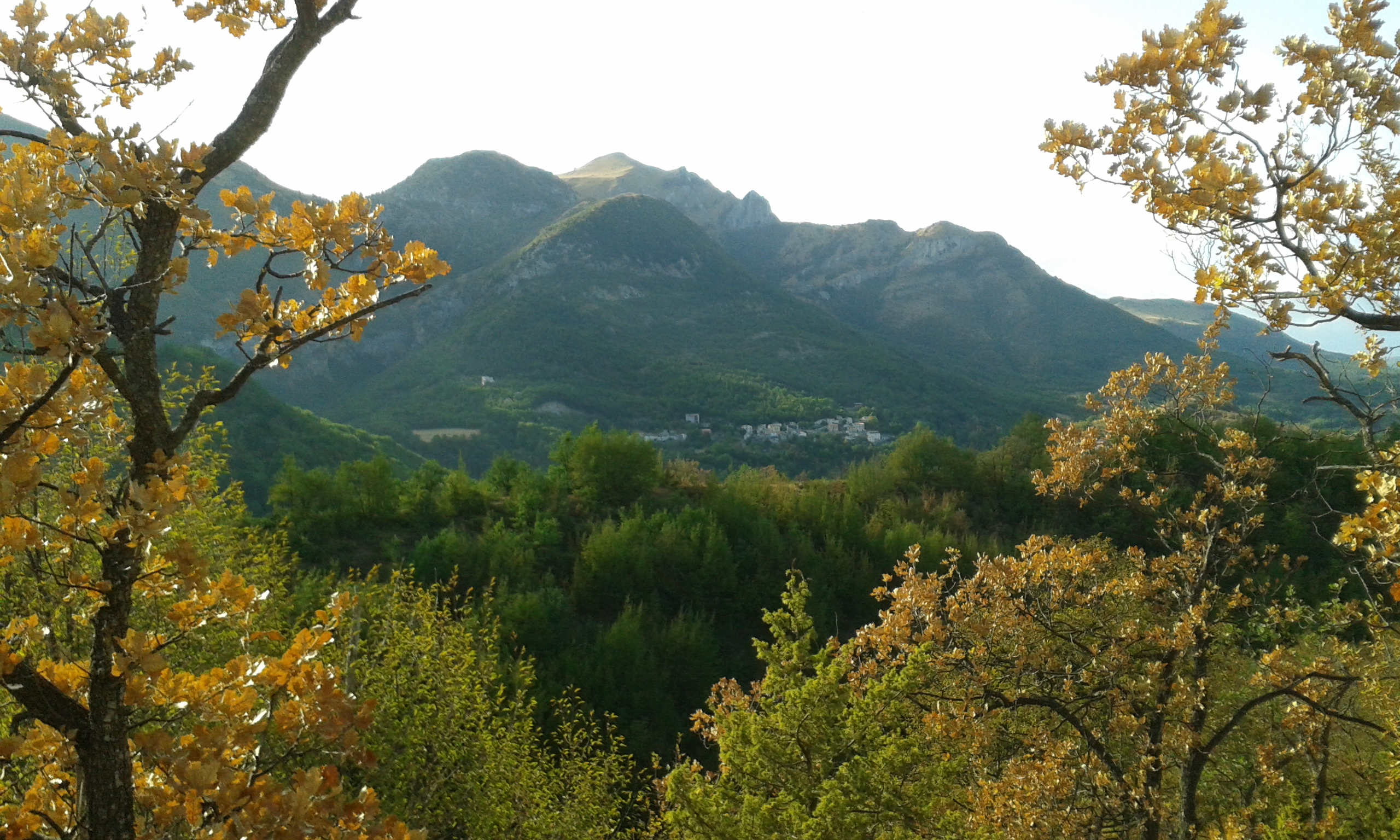
Pizzo di Meta da Garulla
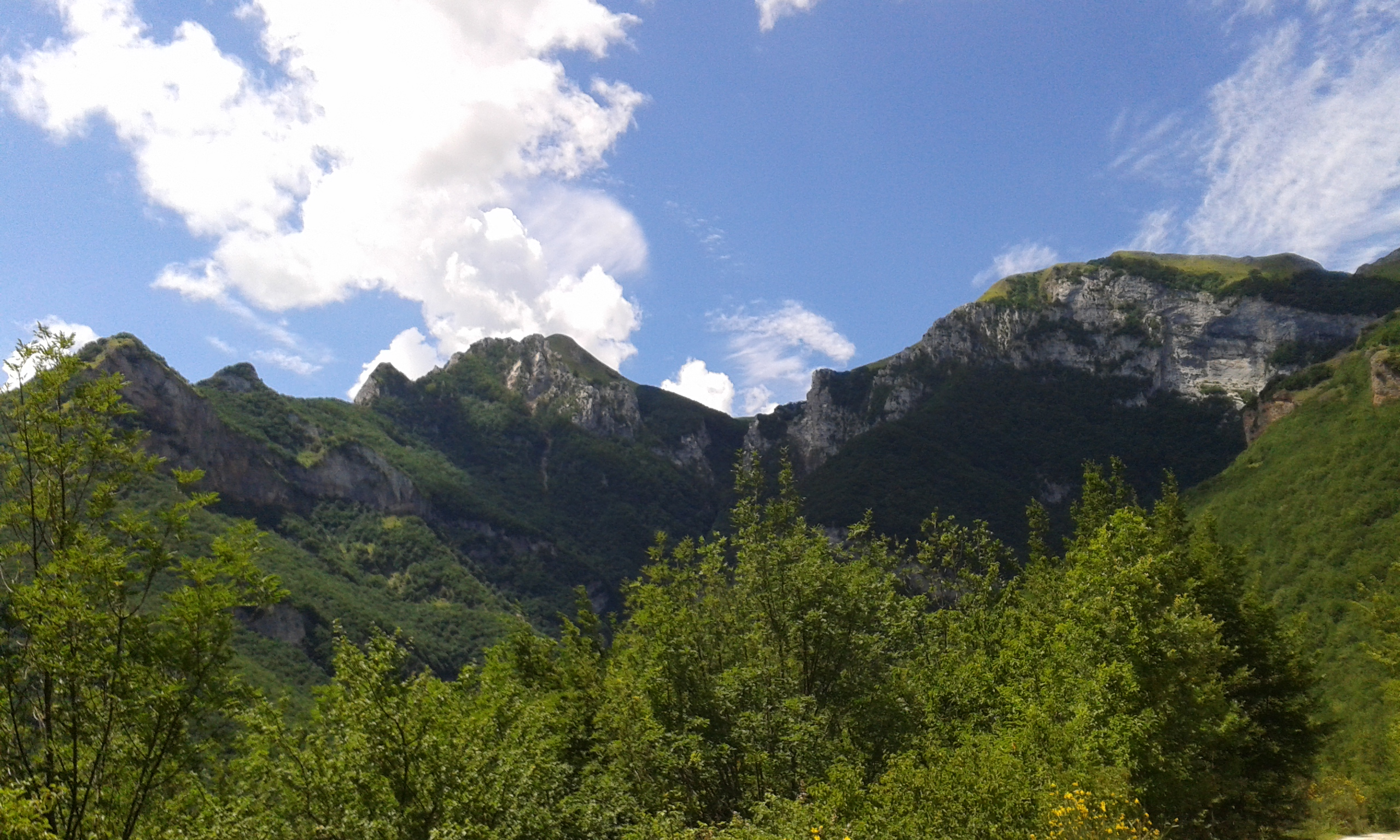
Pizzo di Meta e Punta di Ragnòlo dalla valle del Terro